# Cuspivolva ostheimerae
Cuspivolva ostheimerae is een slakkensoort uit de familie van de Ovulidae. De wetenschappelijke naam van de soort is voor het eerst geldig gepubliceerd in 1973 door Cate.